# أحمد السبيعي
أحمد السبيعي لاعب كرة قدم سعودي، يلعب في الظهير الأيسر لعب سابقاً في نادي النجوم.

## روابط خارجية
- أحمد السبيعي على موقع Soccerway.com (الإنجليزية)